# Ea (Bizkaia)
Ea ist eine Gemeinde (Municipio) in der spanischen Provinz Bizkaia der Autonomen Gemeinschaft Baskenland in der Comarca Busturialdea. Ea hat 842 Einwohner (Stand: 2024), die mehrheitlich baskischsprachig sind. Die Gemeinde besteht aus den Ortschaften Ea, Bedarona und Natxitua sowie weiteren Weilern. 

## Lage
Ea liegt etwa 30 Kilometer nordöstlich von Bilbao in einer Höhe von ca. 5 m an der Küste zum Golf von Biskaya. 

## Einwohnerentwicklung
| 1970 | 1981 | 1991 | 2001 | 2011 | 2021 |
| ---- | ---- | ---- | ---- | ---- | ---- |
| 935  | 845  | 802  | 813  | 896  | 820  |

## Sehenswürdigkeiten

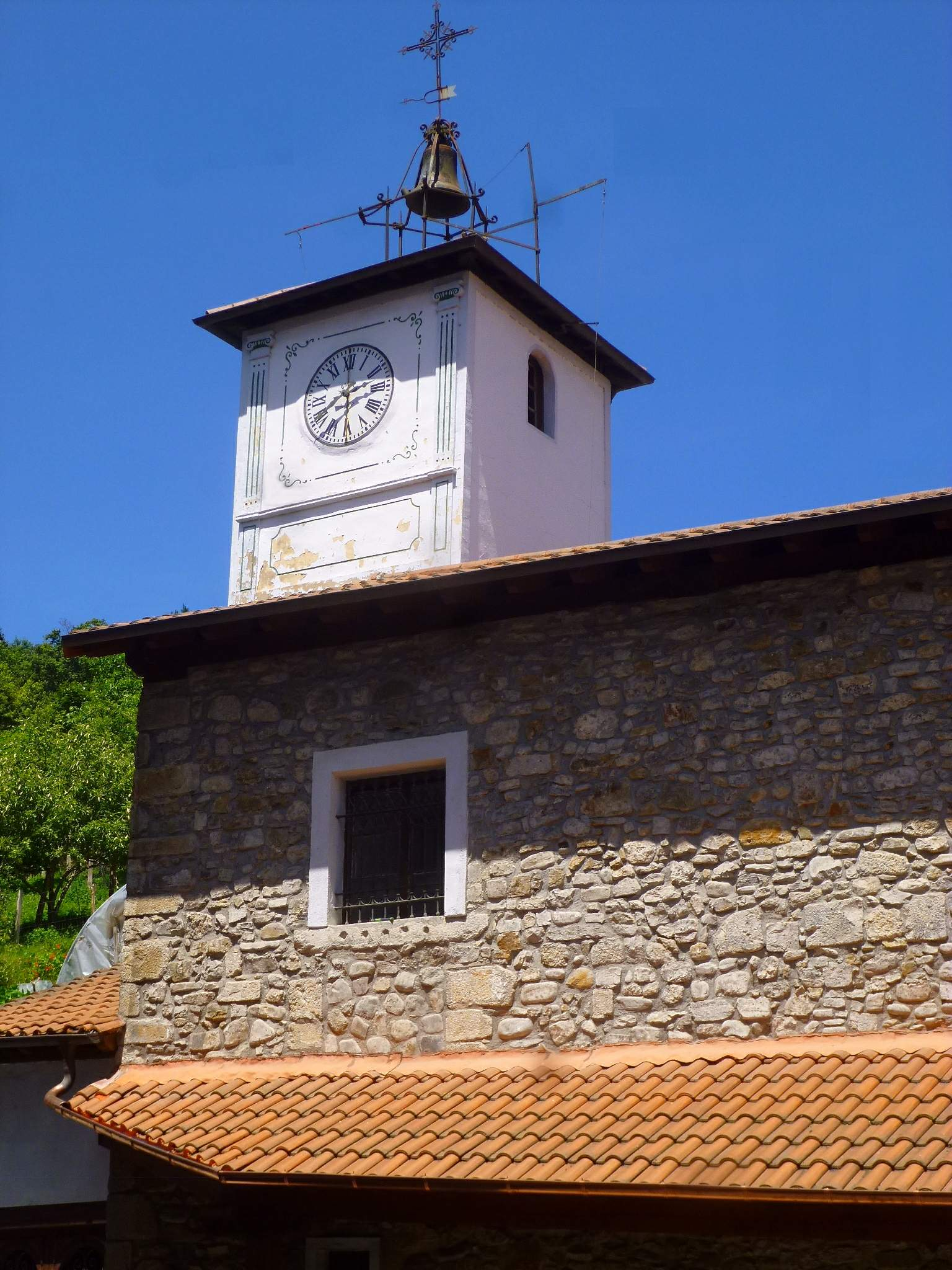
Johannes-der-Täufer-Kirche
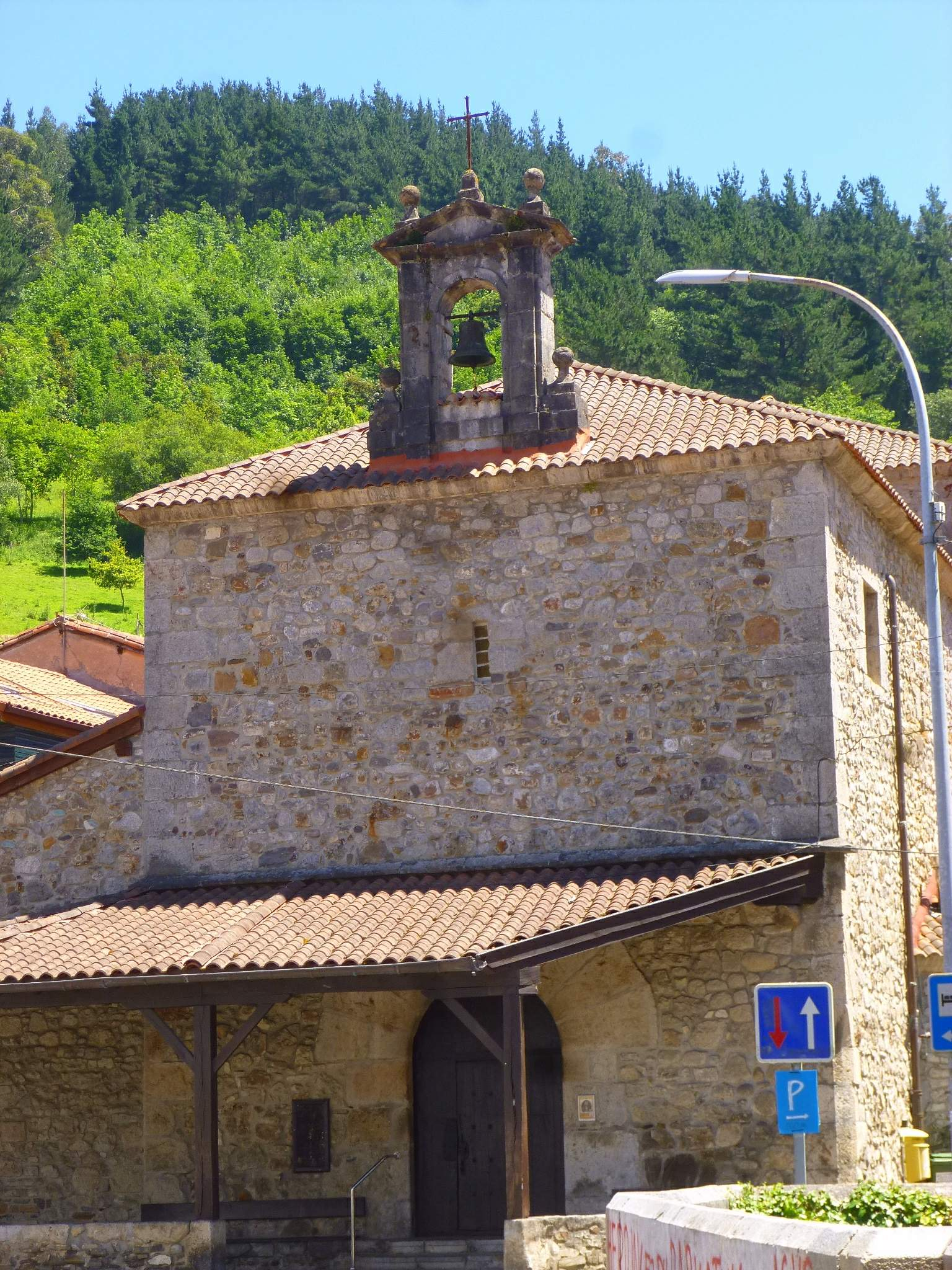
Marienkirche
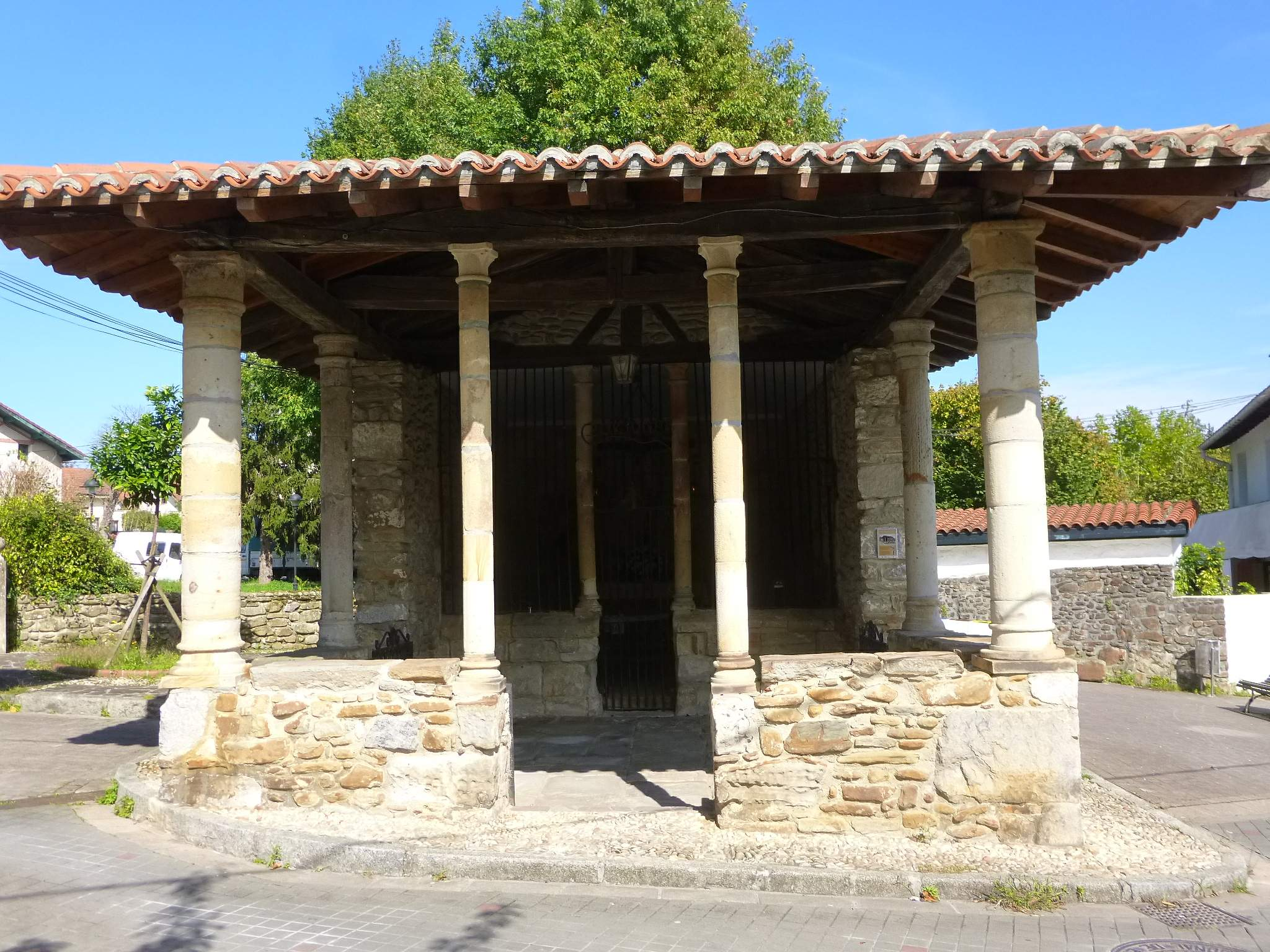
Christuskapelle
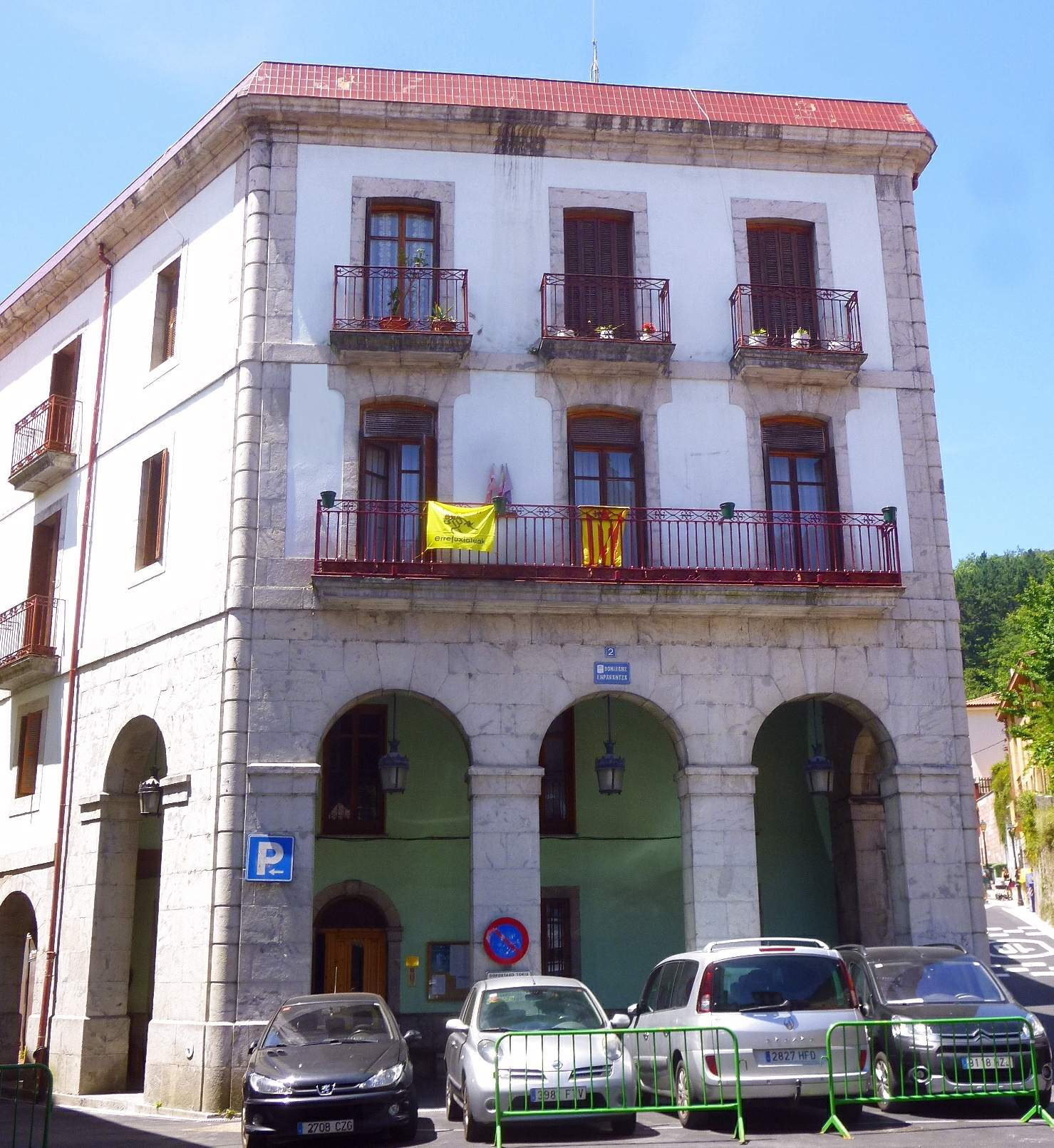
Rathaus
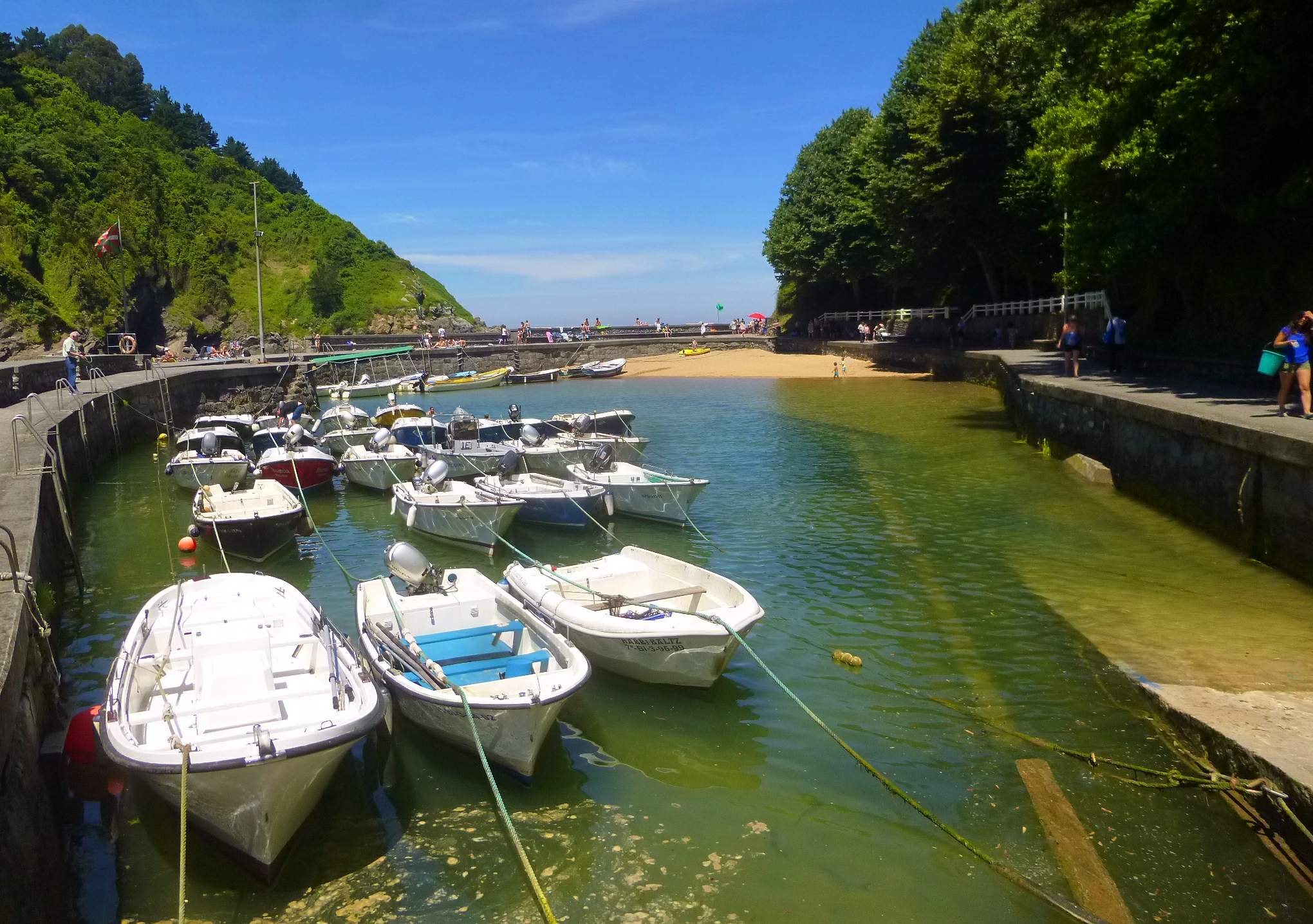
Hafen

- Johannes-der-Täufer-Kirche
- Marienkirche
- Christuskapelle
- Rathaus
- Hafen

## Persönlichkeiten
- Karmelo Landa (* 1952), baskischer Politiker, Mitglied des Europaparlaments (1990–1994)